# 杉石
杉石（英語：Sugilite或Lavulite），又稱舒俱徠石，是一种较少见的粉紫色硅酸盐矿物，化学式为KNa2(Fe,Mn,Al)2Li3Si12O30。杉石常被用作装饰珠宝。

## 历史
日本岩石学家杉健一（1901—1948）首次发现并于1944年描述这种矿物，杉石也因此另称为杉石。
1974年杉石被确认为一个独立的矿种。

## 名称
杉石的名字（英文：Sugilite）来自其发现者杉健一的姓氏。“Sugilite”中的字母“g”常被误读为弱“g”，如英语中的“ginger”，或汉语拼音中的“j”。但日文姓氏“杉”的罗马字母转写“Sugi”中的“g”应读为强“g”，如英语中的“geese”，或汉语拼音中的“g”。按照惯例，以人名命名的矿物名应和此人的名字发音方式相同，所以正确的读法是：SOO-gi-lyt；正确IPA音标：/ˈsuːɡɨlaɪt/。
杉石的另一个英文名字"Lavulite"（常被误拼为"Luvulite"），则是得名于其薰衣草（英文：lavender）似的色彩。

## 分布
杉石被首次发现于日本濑户内海的岩城岛（Iwagi Island）。南非北开普省的韦瑟尔斯矿场（Wessels Mine）是杉石最重要的出产地之一。在加拿大魁北克的Mont Saint-Hilaire、意大利托斯卡纳及利古里亚、澳大利亚新南威尔士以及印度中央邦也曾有发现杉石的报告。